# 현대 벨로스터 N
현대 벨로스터 N (Hyundai Veloster N)은 대한민국의 현대자동차가 2018년 1월 15일 미국 디트로이트에서 최초공개하여 2018년 6월 11일부터 판매중인 준중형 해치백의 고성능 모델이다. 준중형 스포티모델인 벨로스터를 기반으로 만들어졌으며 N 브랜드의 두번째 차량이다.
2018년 1월 15일 미국 디트로이트에서 최초공개된 N 브랜드의 두번째 차량이다.
기존 벨로스터와 다른 부품이 있어서, 벨로스터 N은 주문생산했다.

## 1세대 (JS n)

### 벨로스터 N(2018년1월 12일~2022년6월)

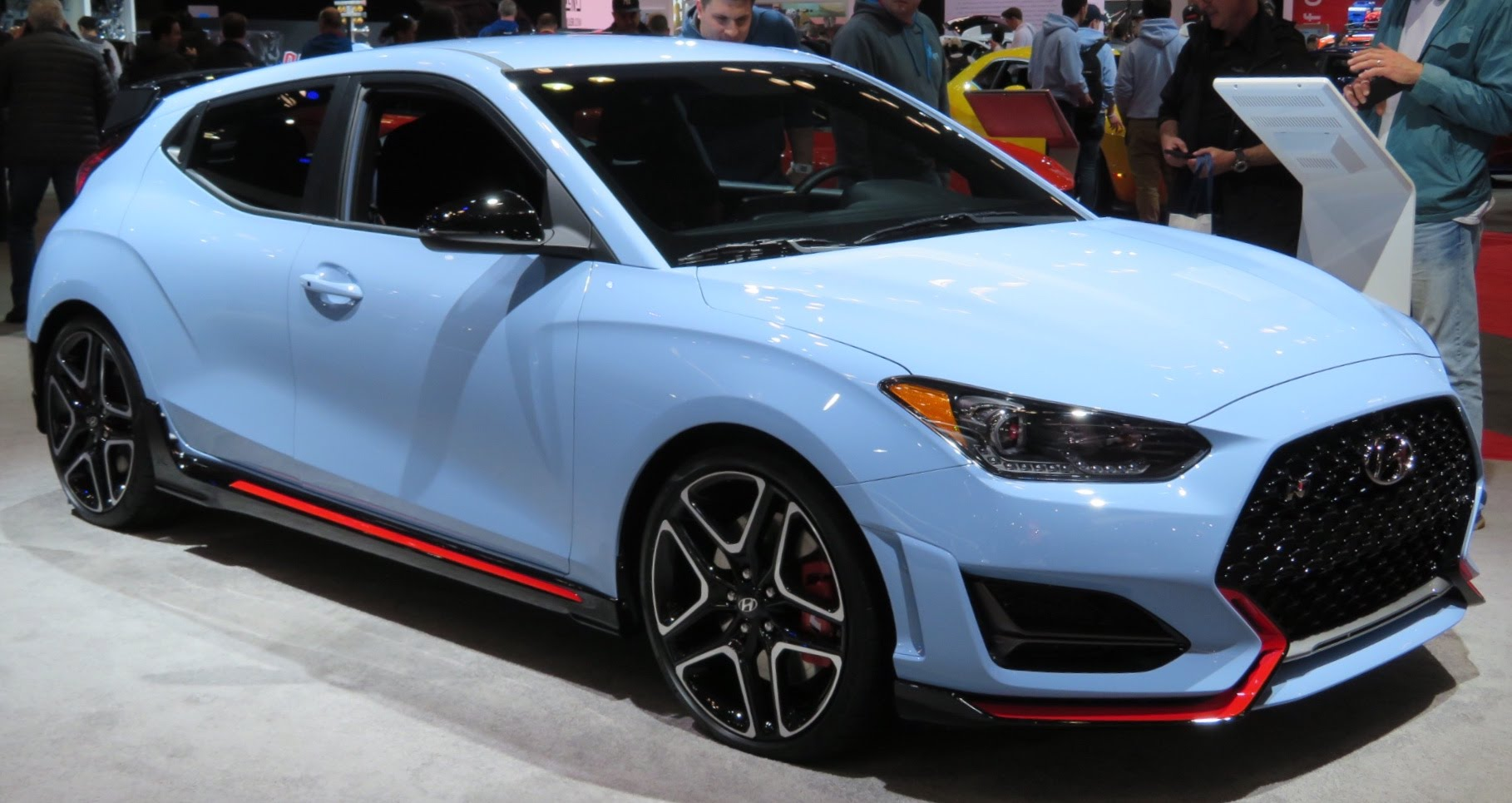
현대 벨로스터 N 정측면

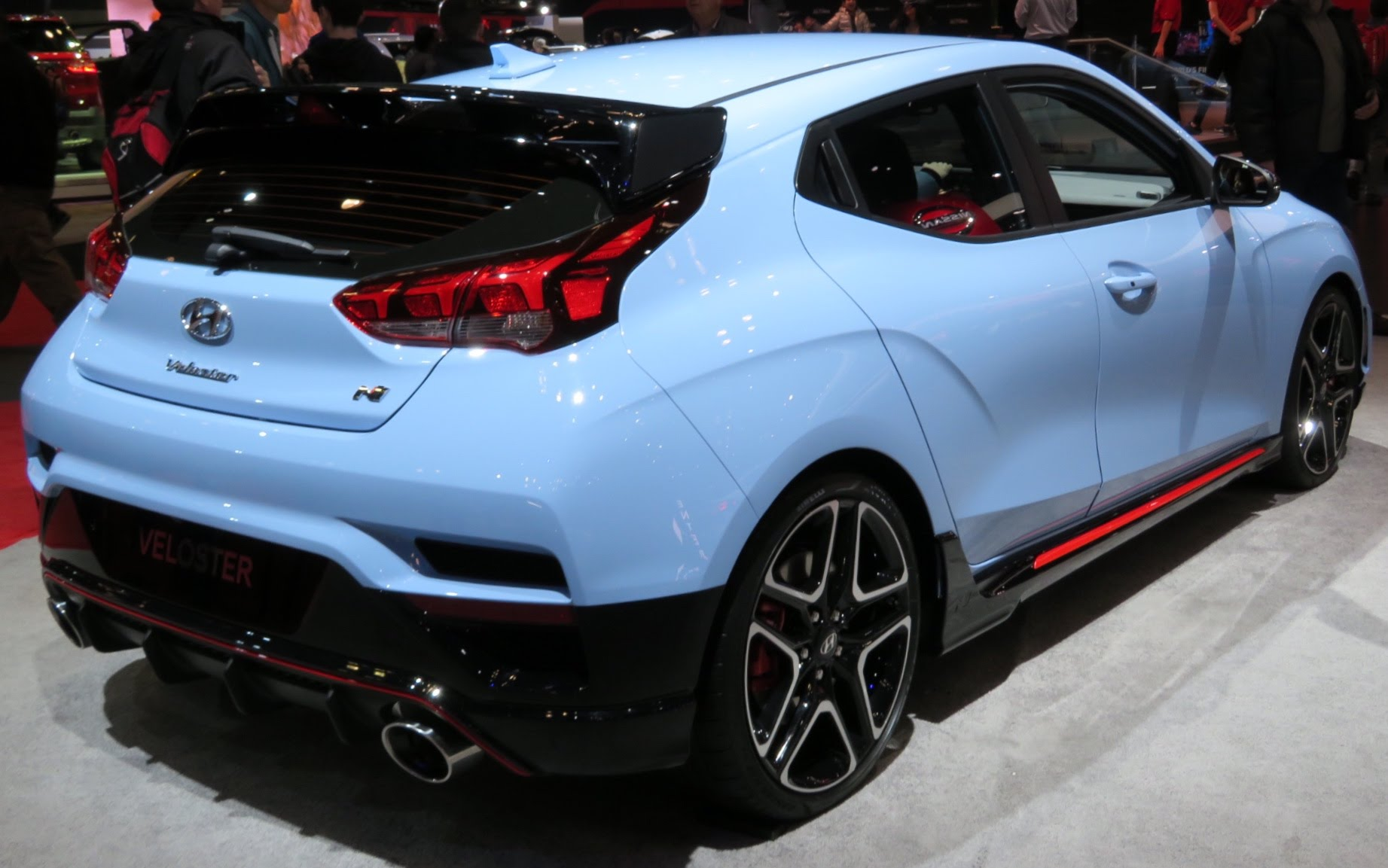
현대 벨로스터 N 후측면

2018년 1월 12일, 현대자동차는 미국 디트로이트에서 2세대 벨로스터(JS)를 발표하는 자리에서 벨로스터 N이 시판예정임을 공식화했다. 대한민국에서는 유럽시장 전용으로 제작되어 판매되는 i30 N의 대체적인 성격을 띄고 있으면서 1세대의 판매가 활발했던 북미를 주요 판매 시장으로 설정하고 있다.
N 모델이 추구하고 있는 요소인 운전의 재미(Funt to Drive), 와 더불어 코너링 악동(Corner Rascal), 일상의 스포츠카(Everyday Sports Car), 레이스 트랙 주행능력(Race Track Capability)라는 3대 고성능 요소를 반영한 대한민국에서 판매되는 최초의 N 모델이다.
파워트레인은 i30 N과 동일한 엔진과 변속기가 적용되며 출력은 250ps/275ps로 분리되어 설정되어 있다. 엔진은 i30 N에서 호평을 받은 세타2 2.0 T-GDi 엔진이 사용되었는데 7세대 쏘나타 2.0 터보에서 사용하던 엔진에 고회전 고부하 및 횡 가속도 부하에 의한 부분이 대폭 개선되었다. WRC에서 터득한 노하우를 바탕으로 흡기 라인의 최적화, 흡기 센서의 개선 등으로 엔진의 응답성을 향상시킴과 동시에 인터쿨러의 위치를 변경하여 효율을 향상시켰다. 흡기 온도 상승에 의한 성능 저하를 억제하기 위해 압축비는 제원상 기존의 9.5±0.3:1에서 9.5:1로 동일하지만 연소단위의 압축비와 피스톤 형상을 조정해 고온 조건에서도 출력 저하를 낮춤과 동시에 ECU 프로그래밍을 변경하여 출력 저하가 최소화 될 수 있도록 조정했다.
모체가 되는 2세대 벨로스터와는 다르게 좌우로 분리되어 있는 트윈 테일 머플러를 탑재하고 있으며 발열에 의한 배기 시스템 내경 변화를 막기 위해 이전까지의 현대자동차 양산차와는 다르게 용접 비드를 바깥쪽으로 구성했다.
18/19인치의 휠에 미쉐린 파일럿 스포츠 4S/피렐리 P-Zero PZ4 타이어가 장착된다. 기본형 모델에는 전륜에 330mm/후륜 300mm의  디스크 로터가 적용되며 퍼포먼스 패키지 모델에는 전륜 345mm/후륜 314mm 디스크 로터가 장착된다. 퍼포먼스 패키지 모델의 경우 후륜 디스크 브레이크가 벤틸레이티드 형식으로 변경되어 더 빠른 열 방출이 가능한 구조를 갖추고 있다.
차체에 있어서도 모체가 되는 2세대 벨로스터 대비 개구부의 용접점을 추가하였고 하체 멤버 브레이스바 등이 추가되어 차체 강성을 향상시키고 있으며, i30 N 대비 더 작고 컴팩트한 차체에 가벼운 무게를 가지고 있어서 주행성능이 향상되었다는 일부 평가도 존재한다.
i30 N과의 차이점으로는 수동변속기 모델에 오버부스트 기능이 생략되어 있으며 2020년에 등장한 습식 듀얼 클러치 모델부터 오버부스트(NGS) 기능이 추가되었다. 오버부스트 사용시 최대 부스트는 기존의 1.0bar에서 1.2bar로 증가하고 20초간 오버부스트가 유지되며 이 시점에서 최대토크가 7%(2.5kg.m) 상승한다.
상품 포지션상 i30 N이 판매되지 않는 국가에서 N 모델로 판매될 예정이기 때문에 i30 N에서 탑재되었던 퍼포먼스 옵션들이 동일하게 적용되어 있다. 
i30 N과 마찬가지로 모체가 되는 2세대 벨로스터에서 사용하는 컬럼 타입의 C-MDPS에서 랙 타입의 R-MDPS 스티어링 기어박스가 장착되었다. 스포츠 모델에서 요구되는 민첩하고 기민한 스티어링 조작감을 위해서 기어비를 낮추어 적용(일반모델 12.26 (@360°), 퍼포먼스 패키지 모델 12.31 (@360°))하였으며 기어 변속시 엔진의 회전수를 최적화하여 시프트 다운 및 시프트 업 동작에서 엔진 회전수를 보정해주는 레브 매칭(Rev Matching)이 적용되었고 정지 상태에서 빠른 가속을 지원하는 런치 컨트롤(Launch Control)을 탑재했다. 런치 컨트롤 사용시 0-100Km/h 가속은 기본형 모델이 6.4초, 퍼포먼스 패키지 모델이 6.1초로 발표되었다.
퍼포먼스 패키지 선택시 전자식 차동 제한 장치인 N 코너 카빙 디퍼렌셜(e-LSD)가 추가되며 주행 모드에 따라서 배기음이 변경되는 가변 배기 시스템, 서스펜션의 감쇄력이 변경되는 전자 제어 서스펜션(ECS)가 추가된다. 서스펜션에 있어서는 전륜 멕퍼슨 스트럿, 후륜 멀티링크 방식으로 모체가 되는 2세대 벨로스터와 동일하지만 WRC등의 모터스포츠 활동을 통해 터득한 데이터와 뉘르부르크링에서 이루어진 다양한 테스트 데이터를 바탕으로 퍼포먼스 드라이빙에 적합하게 세팅되었다. 제로 스크럽을 추구하기 위해 개선된 지오메트리 구조를 적용하여 세팅함과 동시에 전자식 구조를 사용한 e-LSD 시스템을 적용하여 전륜구동차가 태생적으로 갖는 좌우의 드라이브 샤프트 길이 차이로 인한 토크 스티어 현상을 감소함과 동시에 적극적인 구동력 배분을 통한 코너링 성능 향상 및 코너링 재가속 시의 안정적인 조종 성능을 확보했다. 이외에도 주행 질감의 향상과 퍼포먼스의 확보를 위해 적용된 강화 고무 부시 및 솔리드 마운트 타입의 부시를 적용하고, 전륜 로워암에 필로우 볼 조인트를 적용하는 등의 사용자가 체감할 수 있는 부분을 집중적으로 강화 및 개선하여 N.V.H 성능을 확보함과 동시에 민첩하고 날렵한 조종감각 및 직결감을 추구했다.
i30 N과 마찬가지로 기본적인 노멀, 에코, 스포츠의 3개 주행모드 이외에도 최대의 성능을 발휘할 수 있는 N 모드를 지원하고 있다. 엔진, 레브매칭, e-LSD, 배기음의 파워트레인과 서스펜션의 감쇄력, 스티어링 피드백, 차체 자세제어 장치의 섀시부분을 개별로 설정하여 이를 별도로 저장 할 수 있는 커스텀 모드를 지원한다.
외관에 있어서 스포티한 주행성을 위해 지상고를 낮춘 서스펜션을 기본적으로 적용하고 있으며 기본형 모델 대비 외관은 전면 범퍼가 브레이크 냉각을 위한 덕트가 추가되면서 디자인이 변경되었고, 측면이 사이드 스커트를 추가함과 동시에 리어범퍼 하단부에 윙릿 디자인을 추가하여 에어로 다이나믹스 성능을 보강했으며 리어 해치의 상단에 제동등이 포함된 스포일러 및 리어 범퍼의 디자인이 변경되어 있다.
기본형 모델에는 미쉐린의 퍼포먼스 타이어인 파일럿 스포츠 4 225/40R18 사이즈 타이어가 적용된 18인치 휠이 장착되며 퍼포먼스 패키지 모델에는 피렐리의 퍼포먼스 타이어인 P-Zero 4 235/35ZR19 사이즈 타이어가 적용된 19인치 휠이 장착된다. 타이어는 현대 N 모델에 맞춰서 별도로 배합된 컴파운드 및 세팅을 강조하는 HN(Hyundai N) 로고가 장착되어 있다.
실내에서도 i30 N에서 보여줬던 N 모델 전용의 실내 구성을 그대로 차용하여 사용하고 있다. 유온/부스트압력/토크의 주행정보를 보여주는 게이지 기능을 추가한 4.2인치 TFT-LCD로 구성된 N 전용 클러스터, 그립감을 강화한 N 모델 전용의 스티어링 휠, 시트의 버킷 부분을 강화한 N 전용 스포츠 버킷 시트가 적용되어 있다.

## 1세대 연식변경 모델(2020MY)

### 벨로스터 N 2020MY (2020년4월 21일~2022년6월)
2020년 4월 21일, 연식변경 모델의 등장과 함께 습식 8단 DCT가 추가되었다. DCT 모델은 퍼포먼스 패키지가 기본적으로 적용되며 이에 따라 N 코너 카빙 디퍼렌셜(e-LSD)이 기본적용된다. 이외에도 변속 로직을 변경시켜 클러치 체결 속도를 향상시켜 가속감을 강화한 N 파워 쉬프트(NPS, N-Power Shift), 20초간 최대 부스트를 0.2bar 향상시켜서 최대토크를 7%(2.5kg.m) 향상시키는 N 그린 쉬프트(NGS, N-Grin Shift), 스포츠 주행시 코너에서의 최적화 된 변속 로직을 제공하는 N 트랙 센스(NTS, N-Track Sense)가 추가되었다. 이와 같은 기능은 DCT를 제어하는 TCU에서 지원하는 기능이며 수동변속기 모델은 이전과 동일하다.
DCT 모델이 추가되면서 최초로 헤드레스트 부분이 일체구조로 구성되어있는 N 라이트 스포츠 버킷 시트가 적용되었으며 시트에는 알칸타라 소재를 사용해 미끄러움을 방지하는 기능을 갖추고 있다.

특징적인 부분으로는 전륜의 휠 얼라이먼트 수치가 수동변속기 모델 전륜 캠버가 -0.80°±0.5° 인데 비하여 대폭 늘어난 -1.70°±0.5°라는 점이다, 후륜의 캠버도 -1.2°±0.5°에서 -1.4°±0.5°로 변경되었는데 차체의 무게 증가에 대하여 변하게 되는 차량의 성능을 확보하기 위한 세팅으로 보여지는 부분이라고 할 수 있다.
이외에도 연식변경 모델부터 적용되는 능동형 안전 보조장치의 추가로 상품성을 강화함과 동시에 이전까지 수동변속기 모델만이 제공되어 구매층이 한정적이였던 벨로스터 N의 구매층의 다양화를 추구하고 있다.
그러나 아반떼 N이 출시된 후 판매량이 급감했고, 이에 현대자동차가 아반떼 N에 집중하고 2세대 코나의 생산라인 확보를 위해 벨로스터 N을 2022년 6월까지 생산하기로 결정하면서 벨로스터는 단종이 완전히 확정됐다.
| 사양             | Standard Model       | Performence Package                |
| ---------------- | -------------------- | ---------------------------------- |
| 최대출력         | 250ps                | 275ps                              |
| 적용 가능 변속기 | 6단 수동변속기       | 6단 수동변속기/8단 습식 듀얼클러치 |
| 구동방식         | 전륜구동(FF)         | 전륜구동(FF)                       |
| 적용 타이어      | 225/40ZR18 92Y XL HN | 235/35R19 91Y XL HN                |
| 후륜 브레이크    | 솔리드 디스크        | 벤틸레이티드 디스크                |
| 특이사항         |                      | NGS (DCT 限) 기능추가              |
| 윤거 - 전        | 1,557mm              | 수동 : 1,555mm / DCT : 1,573mm     |
| 윤거 - 후        | 1,566mm              | 1,564mm                            |
| 공차 중량        | 1,385kg              | 수동 : 1,415kg / DCT : 1,460kg     |

## 관련행사

### 현대 N 페스티벌 (Hyundai N-Festival)
현대 N 페스티벌은 2018년 11월 29일 강원도 인제 스피디움에서 개최된 Hyundai N-Festival : Hyundai Motorsports Premiere 이후 현대 N 모델 및 고성능 모델이 참가하는 원메이크(Onemake) 레이스 행사로 발전했다.
2003년 스피드 페스티벌(SF, Speed Festival)에서 시작하여 코리아 스피드 페스티벌(KSF,Korea Speed Festival)로 변경되어 온 대회에 벨로스터 N컵(Veloster N Cup)이 추가되면서 대회명칭을 현대 N 페스티벌로 변경하였고 2019년부터 현재까지 대회가 이어지고 있다.
2021년 현재 벨로스터 N컵, 벨로스터 N 타임 트라이얼, 아반떼 N라인 컵, 아반떼 N라인 타임트라이얼의 4개 클래스가 운영중이며 대회의 상징적인 클래스인 벨로스터 N컵은 벨로스터 N 퍼포먼스 패키지 차량에 규정된 튜닝(R-Tune)을 실시하면 누구나 참가가 가능하다.
R-Tune의 주요 품목은 한국타이어 VENTUS R-s4S(Z323S) 235/40ZR18 타이어에 18인치 휠(벨로스터 N 18인치 순정휠, ASA N 페스티벌 전용 휠), 비셔서 스포츠 4점식 롤케이지, Winmax W3/W5의 프론트 브레이크 패드, 지정된 견인고리 마운트와 Sabelt Tow Strap을 장착하면 참가가 가능하다.
DCT 모델이 추가된 2020년부터 DCT 모델은 타임 트라이얼 클래스에 출전이 가능하다.